# Lac de Kummerow
Le lac de Kummerow est le 8e plus grand lac allemand avec 32,9 km². 

## Géographie
Il se situe au nord-est du pays, dans le Land de Mecklembourg-Poméranie-Occidentale entre les villes de Demmin et Malchin. La rivière Peene y prend sa source avant d'aller se jeter dans le détroit de Peenestrom près d'Anklam qui, à son tour, se jette dans la mer Baltique.
Ce lac fait partie des attraits touristiques de la région. Il est nommé d'après le village, aujourd'hui commune, de Kummerow.